# Kongsvinger Futsal Sportsklubb 2013-2014
Questa voce raccoglie le informazioni riguardanti il Kongsvinger Futsal Sportsklubb nelle competizioni ufficiali della stagione 2013-2014.

## Stagione
Il Kongsvinger ha chiuso l'annata al 4º posto finale. La squadra ha pertanto migliorato l'8º posto dell'annata precedente. Per quanto concerne l'avventura nella Futsal Cup, il Kongsvinger è stato eliminato ai quarti di finale dal Grorud.

## Rosa
| N° | Naz.                | Ruolo | Sportivo             | Anno     |  |  |
| -- | ------------------- | ----- | -------------------- | -------- |  |  |
|    | Norvegia (bandiera) | POR   | Frederic Bredesen    |          |  |  |
|    | Norvegia (bandiera) | POR   | Khalid Hacham        | 28.03.89 |  |  |
|    | Norvegia (bandiera) | DIF   | Kjetil Gerhardsen    | 01.01.86 |  |  |
|    | Norvegia (bandiera) | DIF   | Jon Holt             |          |  |  |
|    | Norvegia (bandiera) | DIF   | Kristian Jahr        | 15.05.89 |  |  |
|    | Norvegia (bandiera) | DIF   | Fredrik Nilsen       | 23.03.88 |  |  |
|    | Norvegia (bandiera) | DIF   | Stian Westerheim     |          |  |  |
|    | Norvegia (bandiera) | LAT   | Christoffer Haugen   | 10.03.91 |  |  |
|    | Norvegia (bandiera) | UNI   | Ørjan Heiberg        | 09.12.92 |  |  |
|    | Norvegia (bandiera) | UNI   | Petter Lindstad      | 12.03.87 |  |  |
|    | Norvegia (bandiera) | UNI   | Petter Severeide     | 11.04.83 |  |  |
|    | Lettonia (bandiera) | PIV   | Oļegs Matvejevs      | 20.10.81 |  |  |
|    | Norvegia (bandiera) | PIV   | Jermund Udnæseth     |          |  |  |
|    | Norvegia (bandiera) |       | Aso Aram             |          |  |  |
|    | Norvegia (bandiera) |       | Vemund Eggen Sæther  |          |  |  |
|    | Norvegia (bandiera) |       | Preben Finstad       |          |  |  |
|    | Norvegia (bandiera) |       | Rolv Gjeilo          |          |  |  |
|    | Norvegia (bandiera) |       | Jan Martin Knashaug  |          |  |  |
|    | Norvegia (bandiera) |       | Ola Erling Korbøl    |          |  |  |
|    | Norvegia (bandiera) |       | Chris Lundhaug       |          |  |  |
|    | Norvegia (bandiera) |       | Martin Martinsen     |          |  |  |
|    | Norvegia (bandiera) |       | Ole Andreas Nesset   |          |  |  |
|    | Norvegia (bandiera) |       | Simen Nordnes        |          |  |  |
|    | Norvegia (bandiera) |       | Herman Odden         | 15.10.86 |  |  |
|    | Norvegia (bandiera) |       | Bjørnar Sand         |          |  |  |
|    | Norvegia (bandiera) |       | Stian Repshus        |          |  |  |
|    | Norvegia (bandiera) |       | Remi Rød             |          |  |  |
|    | Norvegia (bandiera) |       | Martin Skolbekken    |          |  |  |
|    | Norvegia (bandiera) |       | Kristian Strandhagen |          |  |  |
|    | Norvegia (bandiera) |       | André Thomsen        |          |  |  |

## Risultati

### Eliteserie

#### Girone di andata
| Tiller 9 novembre 2013, ore 17:15 1ª giornata | Sjarmtrollan | 3 – 5 referto | Kongsvinger | KVT Hallen\| Arbitro: \| Tvedt \| |
| Arbitro:                                      | Tvedt        |               |             |                                   |

| Tiller 10 novembre 2013, ore 11:45 2ª giornata | Kongsvinger | 4 – 2 referto | Nidaros | KVT Hallen\| Arbitro: \| Eidhammer \| |
| Arbitro:                                       | Eidhammer   |               |         |                                       |

| Kongsvinger 23 novembre 2013, ore 16:45 3ª giornata | Kongsvinger | 6 – 0 referto | Solør | Tråstadhallen\| Arbitro: \| Tariq \| |
| Arbitro:                                            | Tariq       |               |       |                                      |

| Kongsvinger 7 dicembre 2013, ore 12:00 4ª giornata | Kongsvinger | 9 – 3 referto | Ørn-Horten | Tråstadhallen\| Arbitro: \| Hanssen \| |
| Arbitro:                                           | Hanssen     |               |            |                                        |

| Tromsø 14 dicembre 2013, ore 19:00 5ª giornata | Sandefjord | 9 – 4 referto | Kongsvinger | Breivikahallen\| Arbitro: \| Krokdal \| |
| Arbitro:                                       | Krokdal    |               |             |                                         |

| Tromsø 15 dicembre 2013, ore 17:00 6ª giornata | Grorud          | 8 – 5 referto | Kongsvinger | Breivikahallen\| Arbitro: \| Kiil Andreassen \| |
| Arbitro:                                       | Kiil Andreassen |               |             |                                                 |

| Tiller 11 gennaio 2014, ore 13:45 7ª giornata | Kongsvinger | 2 – 3 referto | Tiller | KVT Hallen\| Arbitro: \| Tariq \| |
| Arbitro:                                      | Tariq       |               |        |                                   |

| Tiller 12 gennaio 2014, ore 15:15 8ª giornata | Vegakameratene | 3 – 0 referto | Kongsvinger | KVT Hallen\| Arbitro: \| Eidhammer \| |
| Arbitro:                                      | Eidhammer      |               |             |                                       |

| Sørumsand 18 gennaio 2014, ore 13:45 9ª giornata | Kongsvinger | 4 – 3 referto | KFUM Oslo | Bingsfosshallen\| Arbitro: \| Sandberg \| |
| Arbitro:                                         | Sandberg    |               |           |                                           |

#### Girone di ritorno
| Sørumsand 19 gennaio 2014, ore 10:00 10ª giornata | Kongsvinger | 2 – 6 referto | Sjarmtrollan | Bingsfosshallen\| Arbitro: \| Myklebust \| |
| Arbitro:                                          | Myklebust   |               |              |                                            |

| Oslo 1º febbraio 2014, ore 15:30 11ª giornata | Nidaros         | 6 – 3 referto | Kongsvinger | KFUM-Hallen\| Arbitro: \| Kiil Andreassen \| |
| Arbitro:                                      | Kiil Andreassen |               |             |                                              |

| Furuset 6 febbraio 2014, ore 21:45 12ª giornata | Solør | 1 – 5 referto | Kongsvinger | Furuset Forum\| Arbitro: \| Tariq \| |
| Arbitro:                                        | Tariq |               |             |                                      |

| Horten 23 febbraio 2014, ore 15:30 13ª giornata | Ørn-Horten | 1 – 7 referto | Kongsvinger | Hortenhallen\| Arbitro: \| Tahir \| |
| Arbitro:                                        | Tahir      |               |             |                                     |

| Oslo 2 febbraio 2014, ore 17:00 14ª giornata | Kongsvinger     | 1 – 0 referto | Sandefjord | KFUM-Hallen\| Arbitro: \| Kiil Andreassen \| |
| Arbitro:                                     | Kiil Andreassen |               |            |                                              |

| Oslo 15 febbraio 2014, ore 12:00 15ª giornata | Kongsvinger | 3 – 2 referto | Grorud | Ellingsrudhallen\| Arbitro: \| Iversen \| |
| Arbitro:                                      | Iversen     |               |        |                                           |

| Oslo 16 febbraio 2014, ore 13:30 16ª giornata | Tiller    | 3 – 6 referto | Kongsvinger | Ellingsrudhallen\| Arbitro: \| Eidhammer \| |
| Arbitro:                                      | Eidhammer |               |             |                                             |

| Oslo 15 marzo 2014, ore 17:15 17ª giornata | Kongsvinger | 1 – 4 referto | Vegakameratene | KFUM-Hallen\| Arbitro: \| Tvedt \| |
| Arbitro:                                   | Tvedt       |               |                |                                    |

| Oslo 16 marzo 2014, ore 13:30 18ª giornata | KFUM Oslo | 4 – 4 referto | Kongsvinger | Ellingsrudhallen\| Arbitro: \| Tangvik \| |
| Arbitro:                                   | Tangvik   |               |             |                                           |

### Futsal Cup
| Oslo 25 gennaio 2014, ore 14:30 Quarti di finale | Grorud  | 4 – 1 referto | Kongsvinger | KFUM-Hallen\| Arbitro: \| Hanssen \| |
| Arbitro:                                         | Hanssen |               |             |                                      |